# Estats alpins

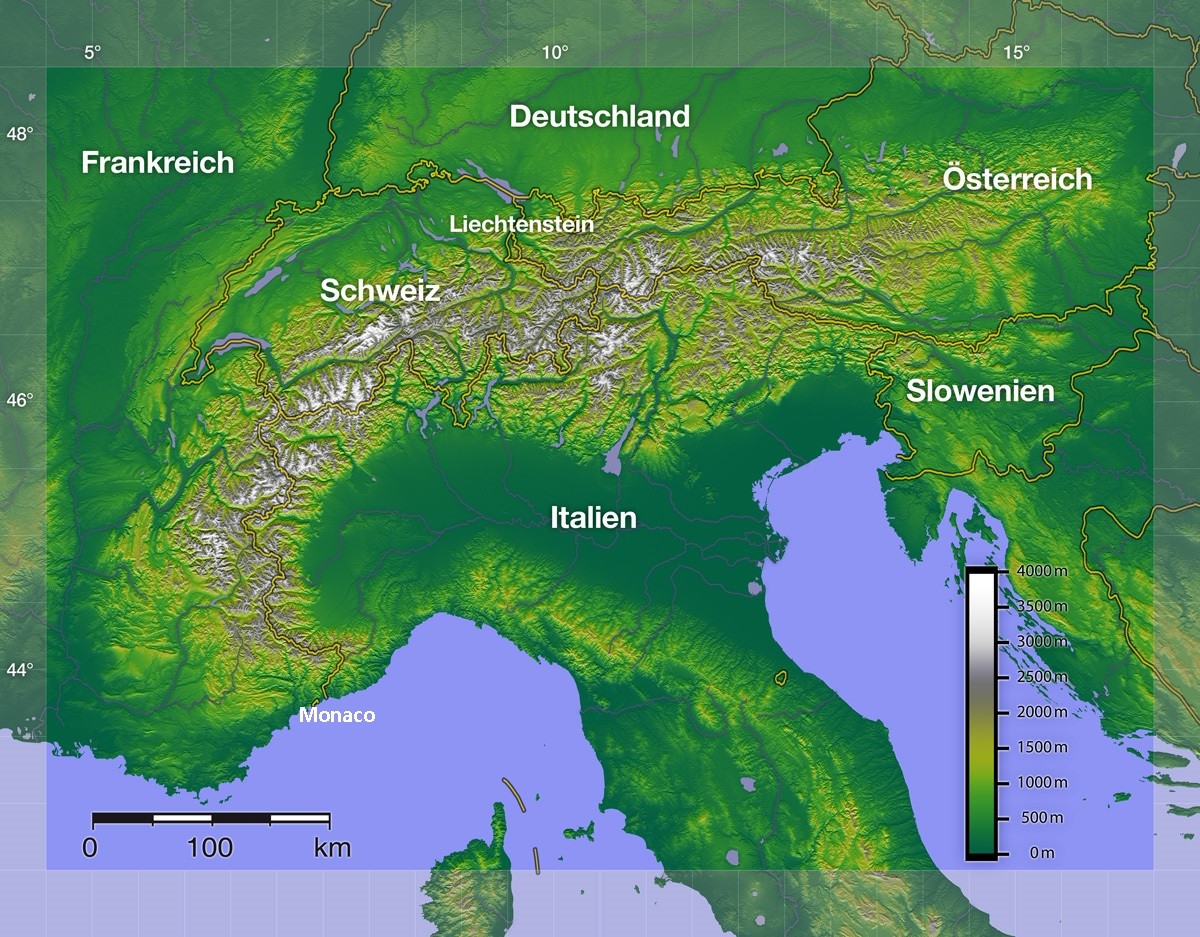
Estats alpins.

El terme dels Estats alpins fa referència als estats associats amb la regió dels Alps. Segons fou definit per la Convenció dels Alps de 1991, la regió dels Alps comprèn el territori de 8 països. Aquest territori inclou 83 administracions regionals NUTS de tercer nivell i prop de 6.200 comunitats i municipis. Els 8 estats alpins són: Alemanya, Àustria, Eslovènia, França, Itàlia, Liechtenstein, Mònaco i Suïssa.
En sentit estricte, el terme "Estats Alpins" podria aplicar-se a Àustria, Itàlia i França, que representen el 75% del territori dels Alps. Des d'un punt de vista estrictament de vista estatal, i amb l'excepció de Liechtenstein i Mònaco, els Alps són dominants en només dos països: Àustria (65,5% del seu territori) i Suïssa (65%).